# Павловское сельское поселение (Рязанская область)
Па́вловское се́льское поселе́ние — муниципальное образование в Милославском районе Рязанской области Российской Федерации.
Административный центр — посёлок Совхоз «Большевик».

## История
Статус и границы сельского поселения установлены Законом Рязанской области от 7 октября 2004 года № 85-ОЗ «О наделении муниципального образования - Милославский район статусом муниципального района, об установлении его границ и границ муниципальных образований, входящих в его состав»

## Население
| 2010 | 2012 | 2013 | 2014 | 2015 | 2016 | 2017 |
| ---- | ---- | ---- | ---- | ---- | ---- | ---- |
| 881  | ↘843 | ↘832 | ↘830 | ↘802 | ↘787 | ↘779 |
| 2018 | 2019 | 2020 | 2021 |      |      |      |
| ↘766 | ↘728 | ↘713 | ↘684 |      |      |      |

## Состав сельского поселения
| №  | Населённый пункт   | Тип населённого пункта          | Население |
| -- | ------------------ | ------------------------------- | --------- |
| 1  | Андреевка          | посёлок                         | 7         |
| 2  | Боршевое           | село                            | ↘255      |
| 3  | Жерновки           | село                            | ↘26       |
| 4  | Копи               | посёлок                         | 15        |
| 5  | Мирный             | посёлок                         | 0         |
| 6  | Ново-Александрово  | село                            | ↘123      |
| 7  | Павловское         | село                            | ↘25       |
| 8  | Помново            | деревня                         | 4         |
| 9  | Совхоз «Большевик» | посёлок, административный центр | 309       |
| 10 | Топилы             | посёлок железнодорожной станции | 64        |
| 11 | Топилы             | село                            | ↘53       |